# Pseudanthessius thorelli
Pseudanthessius thorelli är en kräftdjursart som först beskrevs av Brady 1880.  Pseudanthessius thorelli ingår i släktet Pseudanthessius, och familjen Pseudanthessidae. Arten är reproducerande i Sverige.